# デイズ
「デイズ」（Days）は、キンクスが1968年に発表した楽曲。作詞作曲はレイ・デイヴィス。

## 概要
1968年6月28日にシングルA面曲として発表された。アルバム『ヴィレッジ・グリーン・プリザヴェイション・ソサエティ』の初期バージョン（大陸ヨーロッパとニュージーランドでしかリリースされていないもの）にも収録されている。現在では、アルバムのリマスター版にボーナストラックとして収められている。
この曲はアップテンポのバラード調で、歌詞はレイ・デイヴィスの得意とするほろにがい感触の内容である。主人公は自分のもとから去って行ったか、もしくは死んでしまったかつての恋人に対して語りかけていて、共に過ごした日々に感謝し、その旅立ちを許している。この詞では「君が行ってしまっても、ぼくはいつも君と一緒にいるよ、信じておくれ」という約束が歌われており、「人が人に与えた影響は、離れ離れになっても残り続ける」というテーマが示されている。
のちのインタヴューでレイ・デイヴィスは、当時のキンクスは自分たちの将来に対する不安を感じていて、それでバンドのオリジナルメンバーたちへ向けた別れの言葉としての意味合いもこの曲は持っている、と語っている（バンドの結成メンバーであるピート・クウェイフは、このシングルの発表後ほどなく脱退することになる）。
バンドが商業的に下降線を辿っていた年にリリースされたこの曲は、レイ・デイヴィスにとって、そしてまたキンクスにとっても重要なシングルである。この曲はアルバムの中の1曲にすることを想定されていたが、前シングルの「ワンダーボーイ」がイギリスのチャートでわずか36位にとどまった失敗を受け、「デイズ」は以前録音された未発表曲「シーズ・ガット・エヴリシング」（1966年2月のセッションで、シングル「キザな奴」と同時に録音された）をB面として急遽シングルとして製作された。このシングルはイギリスのチャートで10位にまで到達したが、アメリカではチャートインしなかった。一方イギリスでも、「デイズ」のチャート成績は上々だったものの以降のバンドの売り上げを伸ばすことはできず、その後リリースされた4枚のシングルはチャートの30位にも届かず、そのうちの2枚はチャートインすらかなわなかった。

## チャート順位
- イギリス：10位
- ベルギー：17位
- ドイツ：28位
- オランダ：7位
- ニュージーランド：11位

## カバー・バージョン
- カースティ・マッコール - 1989年のアルバム『カイト』に収録。シングルカットされ全英シングルチャートで12位を記録し、キンクスが1968年に達成したのと同等の成績を残している。1995年にも再びシングルリリースされたものの、売り上げは伸びず、イギリスのチャートで42位となったにとどまった。「デイズ」は彼女の代表曲のひとつに数えられる。
- ペトゥラ・クラーク - 1968年のアルバム『ペトゥラ』に収録。
- ザ・ヒルサイダーズ - 1969年のシングル「Kentucky Woman」のB面。
- ジェームス・ラスト - 1969年にインストゥルメンタル・バージョンとして発表。
- エルヴィス・コステロ - 1991年の映画『夢の涯てまでも』（ヴィム・ヴェンダース監督作品）のサウンドトラックに収録。また、1995年のアルバム『コジャック・ヴァラエティ』にも収録されている。